# Douglas C-74 Globemaster
C-74 «Глоубмастер» (англ. Globemaster, общевойсковой индекс — C-74) — американский тяжёлый военно-транспортный самолёт. Первый американский серийный транспортный четырёхмоторный самолёт. Разрабатывался компанией Douglas Aircraft с 1942 года, первый полёт совершил 5 сентября 1945 года. 

## История создания
Разработка тяжёлого военно-транспортного самолёта была вызвана необходимостью осуществлять крупные воздушные перевозки в ходе боевых действий на тихоокеанском театре военных действий, развернувшихся после японского нападения на Перл-Харбор и вступления США в войну. Самолёт должен был обладать большой грузоподъемностью и дальностью полёта. К разработке проекта такой машины специалисты Douglas Aircraft приступили в 1942 году. В процессе создания машины возникли определённые трудности, что привело к задержке готовности самолёта, первый вылет состоялся лишь 5 сентября 1945 года. Заказ от американской армии составил 50 машин, однако в связи с окончанием войны он был пересмотрен, и, в итоге, серийный выпуск был ограничен 14 экземплярами. 

## Эксплуатация
Из 14 выпущенных самолётов активно использовались лишь 11. Глоубмастер использовался Воздушным транспортным командованием Военно-воздушных сил Армии США, и позже в ВВС, после выделения их в отдельный род войск. За свою карьеру самолёт совершил множество трансатлантических перелётов, принял участие в Корейской войне и в перевозках в рамках обеспечения Берлинского воздушного моста. К середине 1950-х годов стала ощутима нехватка запасных частей, необходимых для поддержания машин в лётном состоянии, и в 1956 году все 11 машин были выведены из состава ВВС. Машины отправлялись на авиабазу Девис-Монтен для длительного хранения и утилизации. В 1965 году большая часть самолётов была сдана на слом, однако четыре экземпляра были проданы, основная часть из них эксплуатировались авиакомпанией Aeronaves de Panama. По крайней мере одна машина эксплуатировалась до 1971 года.

## Конструкция
С-74 представлял собой свободнонесущий цельнометаллический низкоплан с традиционным хвостовым оперением. Шасси трёхопорное с носовой опорой, убирающееся в полёте, каждая стойка шасси имела спаренные колёса. Экипаж состоял из пяти человек: пилота, второго пилота, радиста, штурмана и бортинженера. На борту имелась комната отдыха экипажа, используемая в длительных перелётах. В крыле были предусмотрены проходы, позволяющие бортинженеру выполнять обслуживание и ремонт во время полета. Грузовой отсек был оборудован двойными подъёмниками, которые можно было перемещать по специальному рельсу. В крыле были установлены четыре поршневых звездообразных двигателя Pratt & Whitney R-4360-27.

### Технические характеристики
- Экипаж: 4-5 человек
- Длина: 37.85 м
- Размах крыла: 52.81 м
- Высота: 13.34 м
- Площадь крыла: 233.18 м²
- Профиль крыла:
- Масса пустого:  39 087 кг
- Масса снаряженного:
- Нормальная взлетная масса:
- Максимальная взлетная масса: 78 018 кг
- Двигатель Pratt & Whitney R-4360-69
- Мощность: 4x 3250 л. с.[2]

### Лётные характеристики
- Максимальная скорость: 528 км/ч
  - у земли:
  - на высоте м:
- Крейсерская скорость: 341 км/ч
- Практическая дальность: 5 472 км
- Практический потолок: 6 490 м
- Скороподъёмность: м/с
- Нагрузка на крыло: кг/м²
- Тяговооружённость: Вт/кг
- Максимальная эксплуатационная перегрузка:
- Полезная нагрузка: до 125 военнослужащих или 115 раненых на носилках с сопровождающими или 21 841 кг груза[2]